# Bel canto
Pour les articles homonymes, voir Bel Canto et Canto.
Le bel canto ou belcanto (en français, le « beau chant ») est en musique classique une technique de chant fondée sur la recherche du timbre, mêlant virtuosité vocale et utilisation d'ornements, de nuances et de vocalises sur une tessiture la plus étendue possible.
De tradition lyrique italienne, cette expression témoigne de l'empreinte durable qu'ont laissée dans ce domaine les chanteurs et compositeurs du XVIIe siècle jusqu'au milieu du XIXe siècle, où le bel canto est la technique préférée pour chanter dans l'opéra européen.

## Historique
Dans une acception plus étroite, le bel canto signifie « l'art du chant lyrique », c'est-à-dire le chant pratiqué à l'opéra depuis le XVIIe siècle, par les voix de solistes. Mise en valeur des capacités vocales des interprètes — souvent, au détriment de l'action scénique —, habileté technique époustouflante et prouesses diverses — trilles, roulades, notes piquées, longues cadences improvisées, etc. —, sont les principales caractéristiques du bel canto, au moins pendant les XVIIe et XVIIIe siècles.
De nombreuses critiques ont été faites à l'encontre des interprètes du bel canto, souvent plus préoccupés par la mise en valeur de leur technicité personnelle que par la pertinence de leurs interventions sur le plan dramatique. Cependant, la virtuosité développée par ces chanteurs a non seulement contribué à faire évoluer la technique du chant dans des genres très éloignés de l'opéra — dans la musique sacrée par exemple —, mais a également stimulé le développement de la technique instrumentale : par exemple, dans le concerto de soliste, genre né au début du XVIIIe siècle, les parties confiées aux solistes ne sont au fond rien d'autre que du « bel canto » adapté à la musique instrumentale.
Dérivé du procédé d'écriture musicale dit de la monodie accompagnée — technique née en même temps que l'opéra, et qui en est indissociable —, le bel canto est naturellement centré autour de la mélodie : il s'oppose donc au chant polyphonique de la fin du Moyen Âge et de la Renaissance, mais également, au courant musical amorcé au XIXe siècle par certains compositeurs d'opéras, tels que Berlioz, Wagner ou Debussy, pour lesquels les chanteurs, la voix et la musique, devaient être « au service du drame », et non l'inverse. La fin du XIXe siècle est d'ailleurs habituellement considérée comme la période marquant le début du déclin du bel canto : les derniers témoignages au XXe siècle, semblent être les productions lyriques de compositeurs italiens tels que Puccini, Leoncavallo ou Mascagni[réf. nécessaire].
Par une ironie de l'histoire, l'opéra à ses débuts avait été créé pour contrer les excès de la polyphonie de la Renaissance. Le stile rappresentativo de Monteverdi et de ses émules entendait redonner la primauté au drame, la musique devant servir le texte. Il ne fallut que peu de temps à l'opéra — sous l'influence des compositeurs napolitains particulièrement — pour s'éloigner à nouveau de ce programme, bien que dans une direction toute différente, et abandonner la dimension dramatique de la musique.

## Interprètes

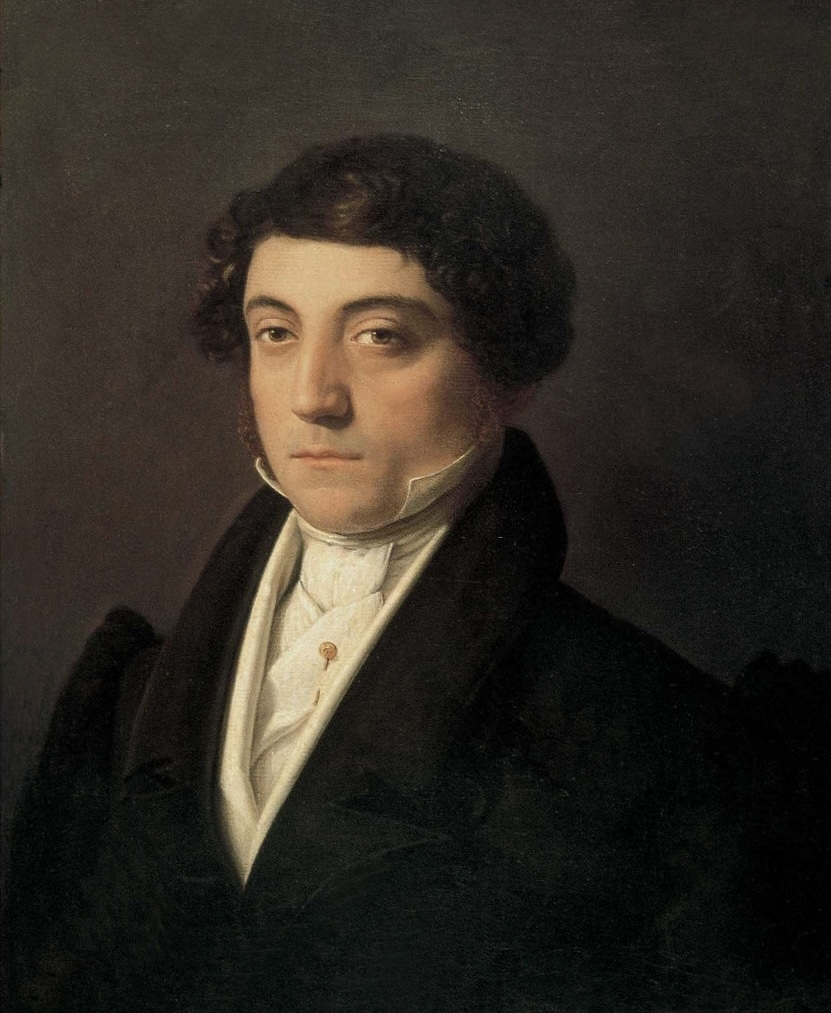
Le compositeur Gioachino Rossini.

Du XVIIe siècle au XVIIIe siècle, les principaux acteurs du bel canto ont été les castrats, et l'on peut estimer qu'avec la disparition de ceux-ci, au début du XIXe siècle, le bel canto a évolué en épousant les codes de la période romantique, offrant notamment de nouveaux rôles à de grandes interprètes féminines. La prééminence de la technique vocale incarnée par le bel canto de tradition baroque tend alors à disparaître au profit d'une expression plus réaliste des émotions, d'un discours musical plus fluide, moins codifié, et par là même plus accessible à la classe montante de la société industrielle, la bourgeoisie, qui préfèrera l'univers plus concret des tourments du romantisme à celui de la féerie baroque désormais désuète du bel canto.
Rodolfo Celletti, dans son ouvrage Histoire du Bel Canto paru chez Fayard, estime quant à lui que la Semiramide de Rossini est le dernier ouvrage proprement bel cantiste et signe la fin du bel canto. Cependant, on ne saurait exclure de la liste des compositeurs bel cantistes Bellini et Donizetti dont les œuvres telles que Norma ou encore Lucia di Lammermoor, referment cette période de l'opéra italien.